# Mellum

Lage von Mellum in der Wesermündung

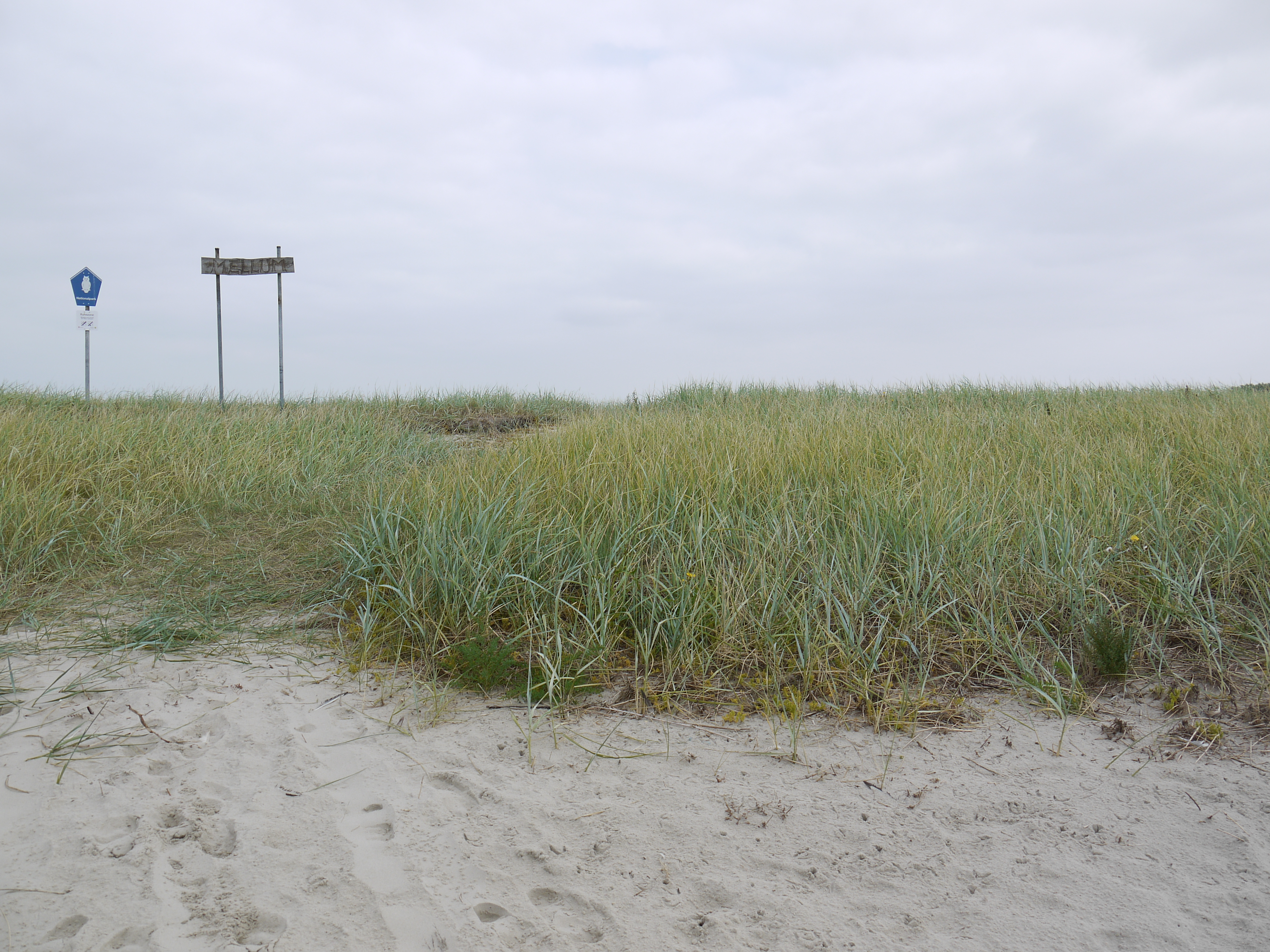
Begrüßungsschild auf Mellum

Mellum (auch Alte Mellum) ist eine relativ junge Düneninsel in der Nordsee, neun Kilometer östlich von Horumersiel im Land Niedersachsen. Die Insel entwickelte sich im letzten Viertel des 19. Jahrhunderts aus einem Hochsand und liegt an der Nordspitze des Hohe-Weg-Wattrückens, eines Geestrückens, der von Butjadingen im Süden bis zur Insel Mellum im Norden reicht. Er stellt die Wattwasserscheide zwischen Jade und Weser dar. Die Mellum ist den Nordseeküstenorten Horumersiel sowie Schillig vorgelagert und eine von drei unbewohnten Inseln im Nationalpark Niedersächsisches Wattenmeer. Ob Mellum zu den Ostfriesischen Inseln zählt, ist umstritten, da die Insel östlich von Wangerooge und der Außenjade liegt. Nach der Abgrenzung durch das Bundesamt für Naturschutz gehört die Mellum nicht mehr zu den Ostfriesischen Inseln, sondern zu den Watten im Elbe-Weser-Dreieck. Knapp sieben Kilometer nordöstlich liegt die gelegentlich trockenfallende, rund 0,4 Quadratkilometer große Sandplate West-Eversand. Weitere neun Kilometer nordöstlich liegt der Hohe Knechtsand.

## Geographie
Die Insel hat eine Südwest-Nordost-Ausdehnung von etwa drei Kilometern. In Nordwest-Südost-Richtung erstreckt sich die Insel über rund 1,8 Kilometer. Sie besteht heute hauptsächlich aus Dünen und Salzwiesen. Durch Strömung und Wind ändert sich ihre Form ständig. Das Grünland mit der Salzwiese wächst und dehnt sich weiter aus. Dieser Inselbereich wird von bis zu zwei Meter tiefen Prielen durchschnitten.
Die Fläche des Grünlands belief sich 1903 auf zehn Hektar und wächst seitdem an:
- 1913: 13 Hektar
- 1924: 23 Hektar
- 1932: 38 Hektar
- 2006: 75 Hektar

Die Sandzufuhr bei Mellum, und damit die Vergrößerung der Insel, erfolgt durch Riffe und Platen, die von See her kommend, mit der Insel verschmelzen. Aber auch Sandverklappungen von Baggergut im Riffkomplex von Mellum können in jüngster Zeit dafür verantwortlich sein. Das Inselwachstum schritt aber nicht immer so ruhig voran. Im Jahr 1937 beispielsweise wurde im Protokoll des Mellumrats vermerkt, dass die Winterstürme die Insel völlig überspült hatten und die Düne auf einer Länge von 50 Metern etwa zehn Meter breit abgetragen wurde.
Nach dem Auffinden einer Süßwasserlinse im Jahre 1983 erübrigte sich der teils schwierige Transport von Süßwasser zur Versorgung der stationierten Naturschutzwarte. Als Notreserve wird zudem Regenwasser auf dem Dach des Stationshauses aufgefangen und in eine Zisterne geleitet.

### Naturräumliche Zuordnung
Mellum gehört auf dem Wattrücken Hoher Weg in der naturräumlichen Haupteinheitengruppe Ems- und Wesermarschen (Nr. 61) zum Naturraum Watten im Elbe-Weser-Dreieck Jadebusen. Auf oberer Ebene gehört er als Teil des Marschlands zur Großregion Norddeutsches Tiefland.

### Zugehörigkeit
Die Insel ist laut LSKN (Stand 28. Oktober 2009) nicht inkommunalisiert, das heißt Mellum gehört zu keiner Gemeinde, zu keinem Landkreis und ist auch kein gemeindefreies Gebiet. Mellum besitzt daher laut LSKN auch keinen Gemeindeschlüssel. Anderen mutmaßlichen jetzigen oder ehemaligen Zugehörigkeiten Mellums widerspricht auch der Landesbetrieb Landesvermessung und Geobasisinformation Niedersachsen (LGN) ausdrücklich.
Im Gegensatz dazu zeigt der GeobasisdatenViewer Niedersachsen des LGLN (Stand 30. September 2022) ein rund 7,9 Hektar großes, oval abgegrenztes Gebiet im Süden der Insel Mellum rund um ein Gebäude (Naturschutzstation Mellum) als gemeindezugehörig. Die Shapefiles des LGLN mit Fluren, Gemarkungen und Gemeinden vom 25. März 2022 zeigen dieses Gebiet als Flur 023 der Gemarkung Langwarden, Gemeinde Butjadingen, Landkreis Wesermarsch. Ein ähnlicher kartographischer Hinweis findet sich bei Geolytics.
Grundeigentümer ist größtenteils das Land Niedersachsen. Ein kleiner Teil (ehemals Flurstück 1 der Flur 23 der Gemarkung Langwarden mit einer Größe von 4522 Quadratmetern, seit 1950 bebaut mit der Naturschutzstation Mellum) gehört dem Oldenburger Landesverein für Geschichte, Natur- und Heimatkunde.

## Geschichte

### Entstehung
Die Insel entstand Ende des 19. Jahrhunderts an der Wattwasserscheide im Wattenmeer zwischen Jadestrom und Weser vor der Halbinsel Butjadingen. Der Flutstrom, der von Nordwesten aufläuft, transportiert Sand heran, aus dem sich Strandriffe aufbauen. Die Brandung schiebt den Sand hoch und bildet einen Strandwall, der auf alten Seekarten als „Hochdünkirchen“ bezeichnet ist.
Menschliche Eingriffe in die Natur der Insel fanden nur in begrenztem Umfang statt. Im Süden befindet sich ein Ringdeich, der im Zweiten Weltkrieg errichtet wurde, als dort eine Flakbatterie stationiert war. Dies ist der einzige sturmflutsichere Bereich der Insel. Die Größe der eingedeichten Fläche beträgt rund vier Hektar. Vom Ringdeich verläuft in südwestlicher Richtung ein Pfad an den Südstrand der Insel. An diesem Pfad befindet sich ein Gedenkstein des 312. Marine-Festungspionierbataillons.

### Wissenschaftliche Entdeckung

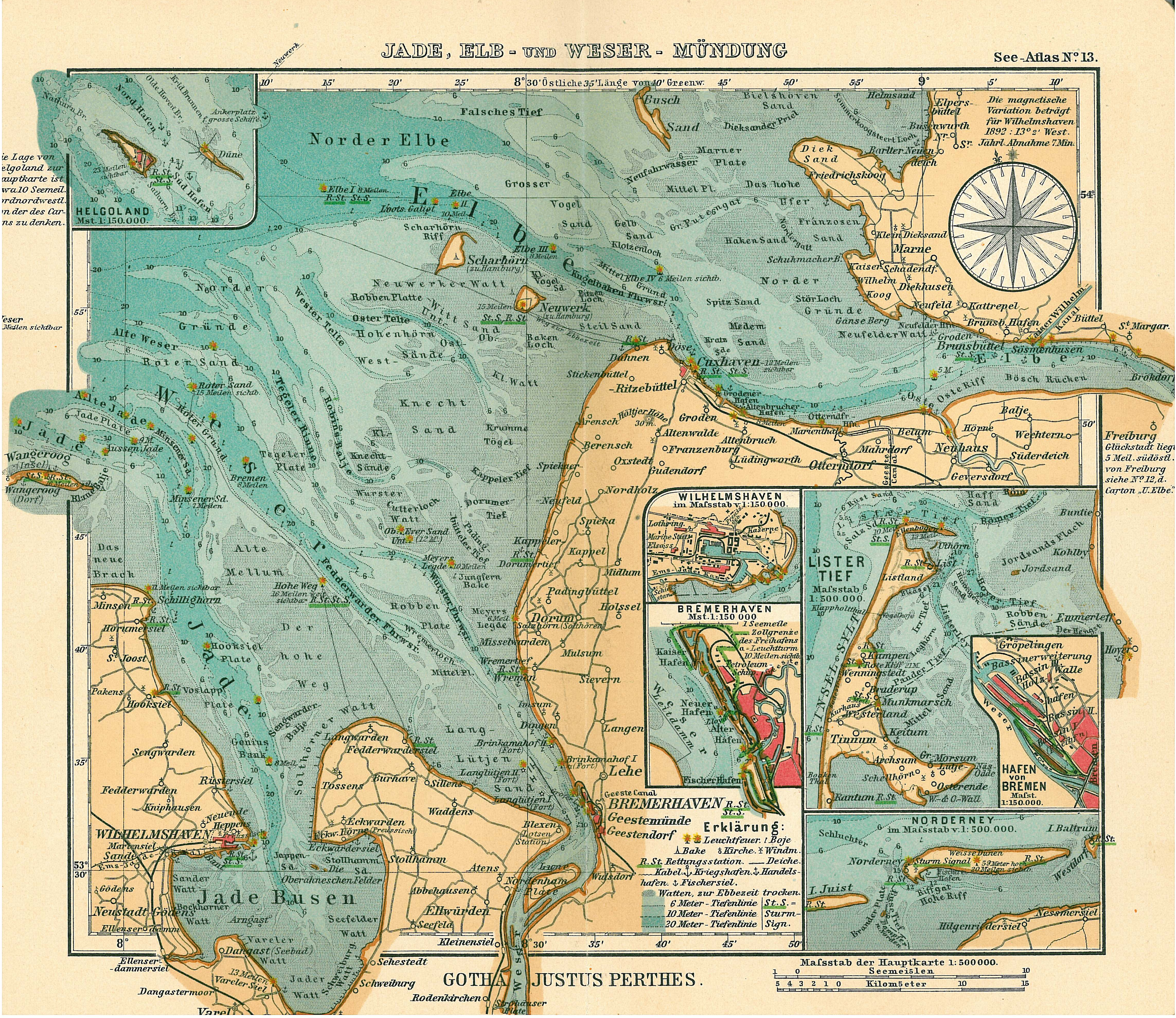
Auf der Karte von 1906 ist die Alte Mellum noch als überflutete Sandbank dargestellt

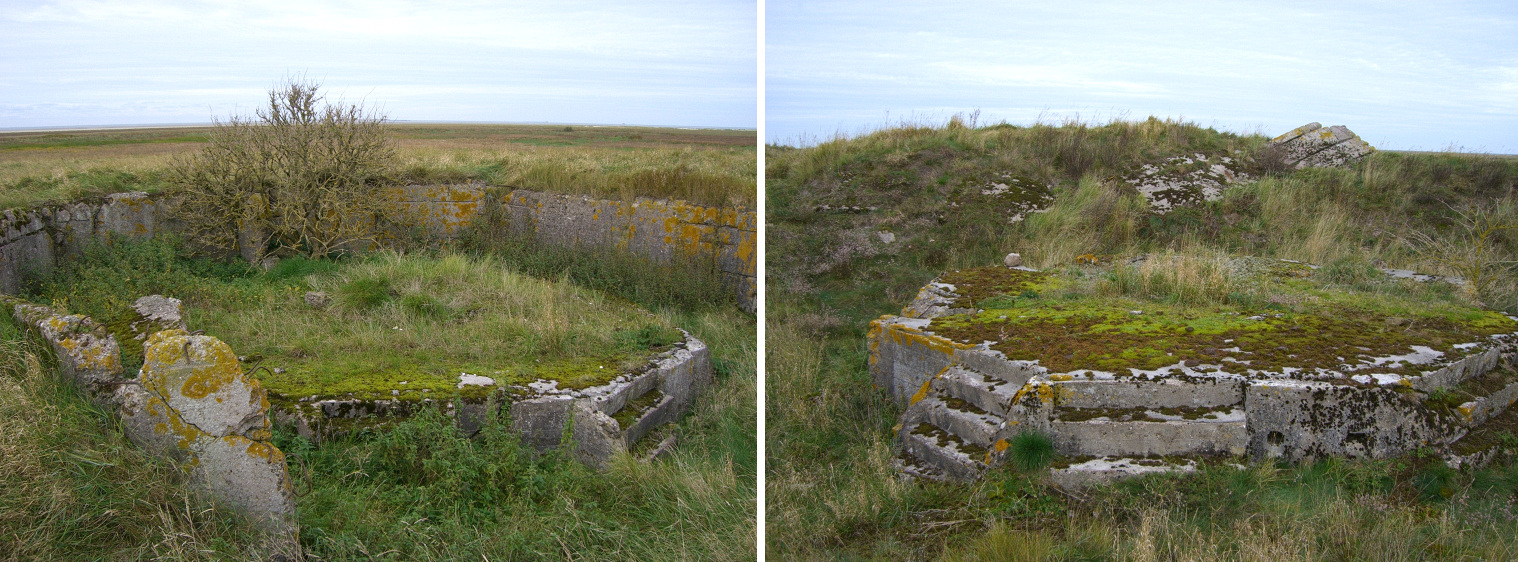
Reste von Flakstellungen aus der Zeit des Zweiten Weltkriegs

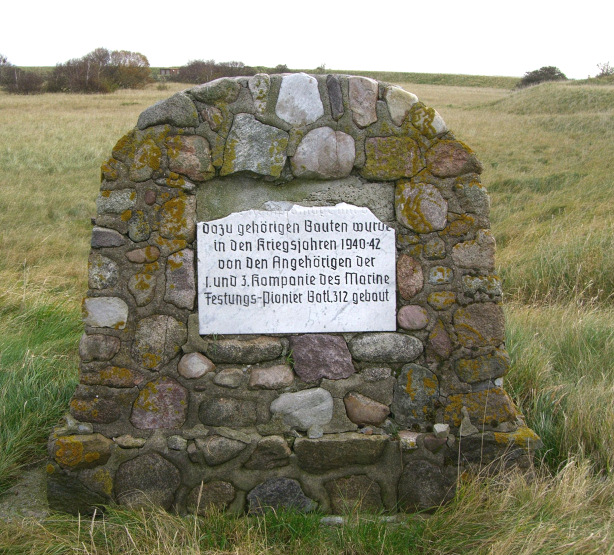
Gedenkstein an die militärische Vergangenheit

Als Zeitpunkt der „Entdeckung“ der Insel Mellum in der Jade-Weser-Mündung gilt das Jahr 1903. Die Oldenburger Heinrich Schütte und Karl Sartorius verfolgten die Entwicklung genau, notierten alle Veränderungen und legten entscheidende Grundsteine für die heutigen wissenschaftlichen Arbeiten. Noch 1906 wurde an der Stelle der Insel in einer Karte der Mündungen von Jade, Weser und Elbe die Mellum nicht als Insel eingetragen (siehe die Abbildung rechts).
Den ersten Bericht über die neu entstandene Insel im Wattenmeer lieferte Rektor Heinrich Schütte, der „Entdecker“ Mellums und Gründungsvater des Mellumrats, dem später für seine bahnbrechenden küstengeologischen Forschungen der Ehrendoktortitel verliehen wurde. Er schrieb im Jahre 1905 über seine Fahrt im Herbst 1903:
„Von Bekannten aus der Nordostecke des Jeverlandes erfuhr ich im Sommer 1903, dass auf der Alten Mellum, einer grossen Sandbank zwischen Aussenjade und Wesermündung, Grünland vorhanden sei. Diese Kunde von einem Inselchen, das ich weder auf Land- noch auf Seekarten verzeichnet gefunden hatte, setzte mich in Erstaunen und liess mich die Frage aufwerfen, ob hier nicht Reste älterer Alluvialbildungen erhalten seien, wie sie auch noch unter den Dünen der ostfriesischen und der niederländischen Gestadeinseln stellenweise anzutreffen sind.“
Diese „Entdeckung“ der Insel kann ebenfalls als Geburtsstunde des Naturschutzes auf Mellum angesehen werden. Im Jahre 1905 fuhren Schütte, Wilhelm Olbers Focke sowie der Oldenburger Lehrer und Ornithologe Karl Sartorius auf die Insel. Die drei Wissenschaftler erkannten die Bedeutung dieses Eilandes als Brutgebiet für Seeschwalben und andere Strandvogelarten. Im Gegensatz zu den anderen ostfriesischen Inseln, wo durch Küstenschutzmaßnahmen in die Dynamik der Inselentwicklung eingegriffen worden ist, lassen sich die küstengeologischen Vorgänge auf Mellum ungestört beobachten. Im Jahre 1912 pachtete die Ortsgruppe Kiel des Bundes für Vogelschutz die Insel für zwölf Jahre vom Großherzogtum Oldenburg und setzte in den Sommermonaten zur Betreuung und Bewachung einen Vogelwärter ein.
Bereits im Ersten Weltkrieg gehörte Mellum zum Festungsbereich Wilhelmshaven. Während des Krieges konnte keinerlei Vogelschutz ausgeübt werden. Zwar war das unbefugte Betreten der Insel streng verboten, aber Erfolg war diesem Verbot kaum beschieden. In den 1920er Jahren wurde die Mellum-Plate oft von Eiersammlern und Schützen heimgesucht.

### Angebliche Burg Mellum
In alten Chroniken wird häufig eine Burg Mellum oder gar ein Schloss Mellum erwähnt. Selbst Wilhelm Olbers Focke schreibt 1901 dazu in den Abhandlungen herausgegeben vom Naturwissenschaftlichen Verein zu Bremen: „… ehemalige Insel in der Wesermündung, soll im 9. Jahrhundert ein festes Schloss besessen haben, welches angeblich 1066, wahrscheinlich aber, falls es überhaupt vorhanden war, schon früher durch Fluten zerstört wurde. Die Insel soll 1086 ziemlich vollständig verschwunden sein, doch scheint es nach Karten aus dem 17. Jahrhundert, als ob selbst damals noch ein unbedeutender Rest vorhanden gewesen sei. Jetzt (Anm.: Ende 19. Jh.) eine Sandbank mit Leuchtturm. Fundamente, welche nordwestlich vom Leuchtturme aufgefunden wurden, hat man für Reste des Schlosses gehalten.“
In einem umfangreichen Beitrag von Alfred Führböter werden Ergebnisse einer eingehenden Recherche zur Existenz einer Burg Mellum dargelegt. Mit Hinweis auf die Bedeutung einer früheren Burg Mellum im Rahmen der historischen Gebietsstreitigkeiten zwischen Oldenburg und Bremen wird auf den strategischen Wert eines festen Bauwerks auf Mellum im Zusammenhang mit den Raubzügen der Normannen zu dieser Zeit hingewiesen. Im Fazit der Arbeit verbleibt die Burg Mellum im Niemandsland zwischen Sage und Geschichte.
Es liegen keine archäologischen Erkenntnisse über eine Burg vor. Gesichert ist eine 1457 errichtete Bake, deren Reste möglicherweise als Fundament eines Leuchtturms oder einer Burg interpretiert wurden.

### Zweiter Weltkrieg – Flakbatterie Mellum

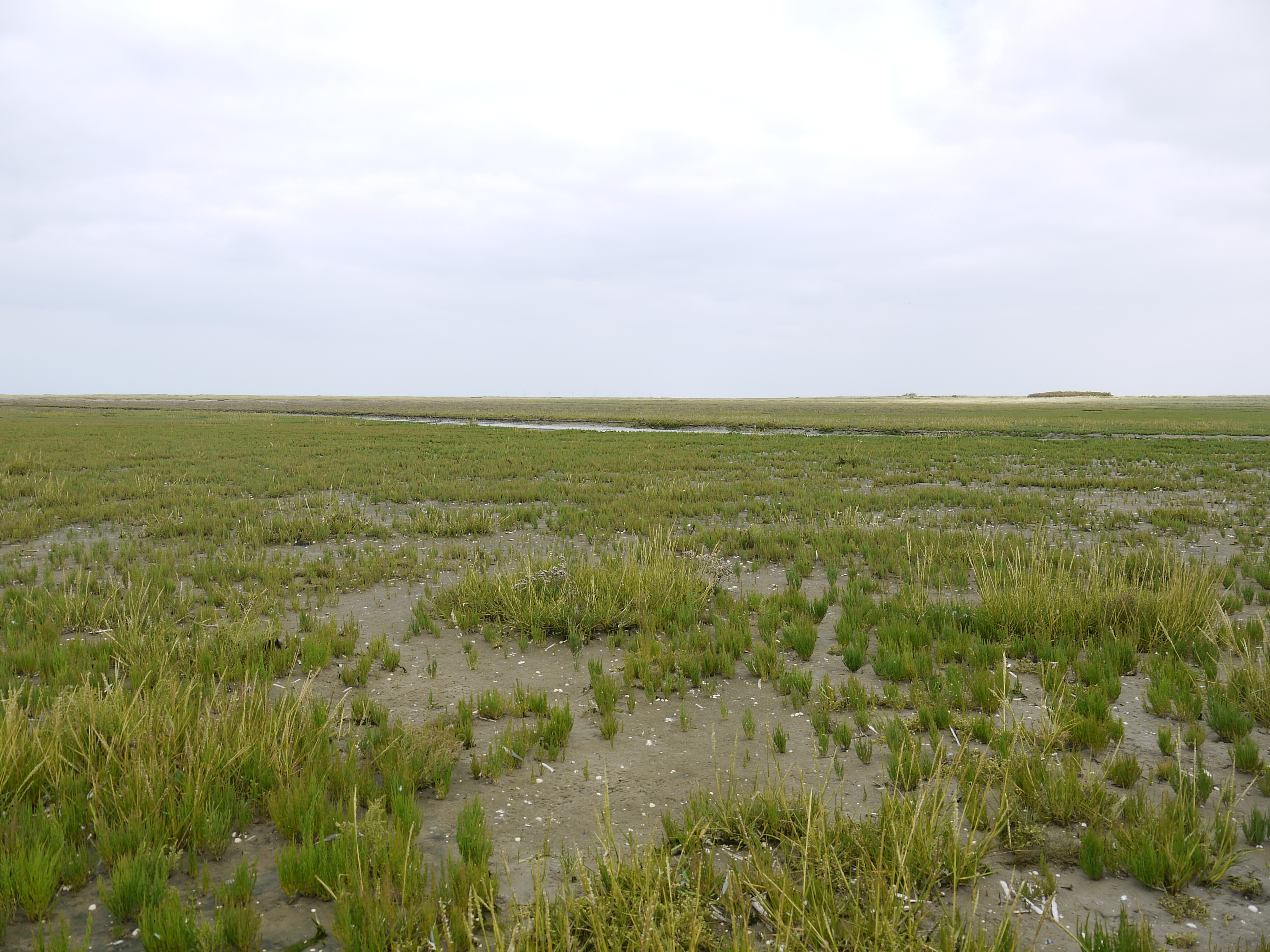
Vegetation auf Mellum

Während des Zweiten Weltkriegs erfolgte in den Jahren 1940–1942 der einzige künstliche Eingriff in die natürliche Entwicklung der Insel: Auf der Südhälfte wurde durch Sandaufspülung ein Ringdeich errichtet. Die 1. und 3. Kompanie des 312. Marine-Festungspionierbataillons errichteten hier eine Flakbatterie mit Geschütz- und Scheinwerferstellungen. Auch ein asphaltierter Exerzierplatz gehörte zu den Veränderungen. Die Nordseite der eingedeichten Fläche nahm den größten Bunker und die Hauptflakstellung auf. Weitere Flak- und Scheinwerferbatterien befanden sich im Nordwesten, im Südosten und im Süden des Ringdeichs. Alle Stellungen sind noch heute durch Bunkerruinen und Betonfundamente der Geschütze sichtbar.
Nach dem Krieg ließ die britische Militärverwaltung die meisten Bunker sprengen. Dies war allerdings nur teilweise erfolgreich, wie der große Bunker mit Aussichtsplattform noch heute belegt. Die Sprengung des Bunkers misslang und faltete die Deckenplatte des Gebäudes wie ein umgedrehtes „V“ auf. Im Jahr 1955 wurde von den Vogelwarten aus angeschwemmtem Holz eine Aussichtsplattform an der Seite der gesprengten Bunkerdecke errichtet. Sie ist heute der höchste begehbare Punkt der Insel.

### 2009 – Flächenbrand auf Mellum

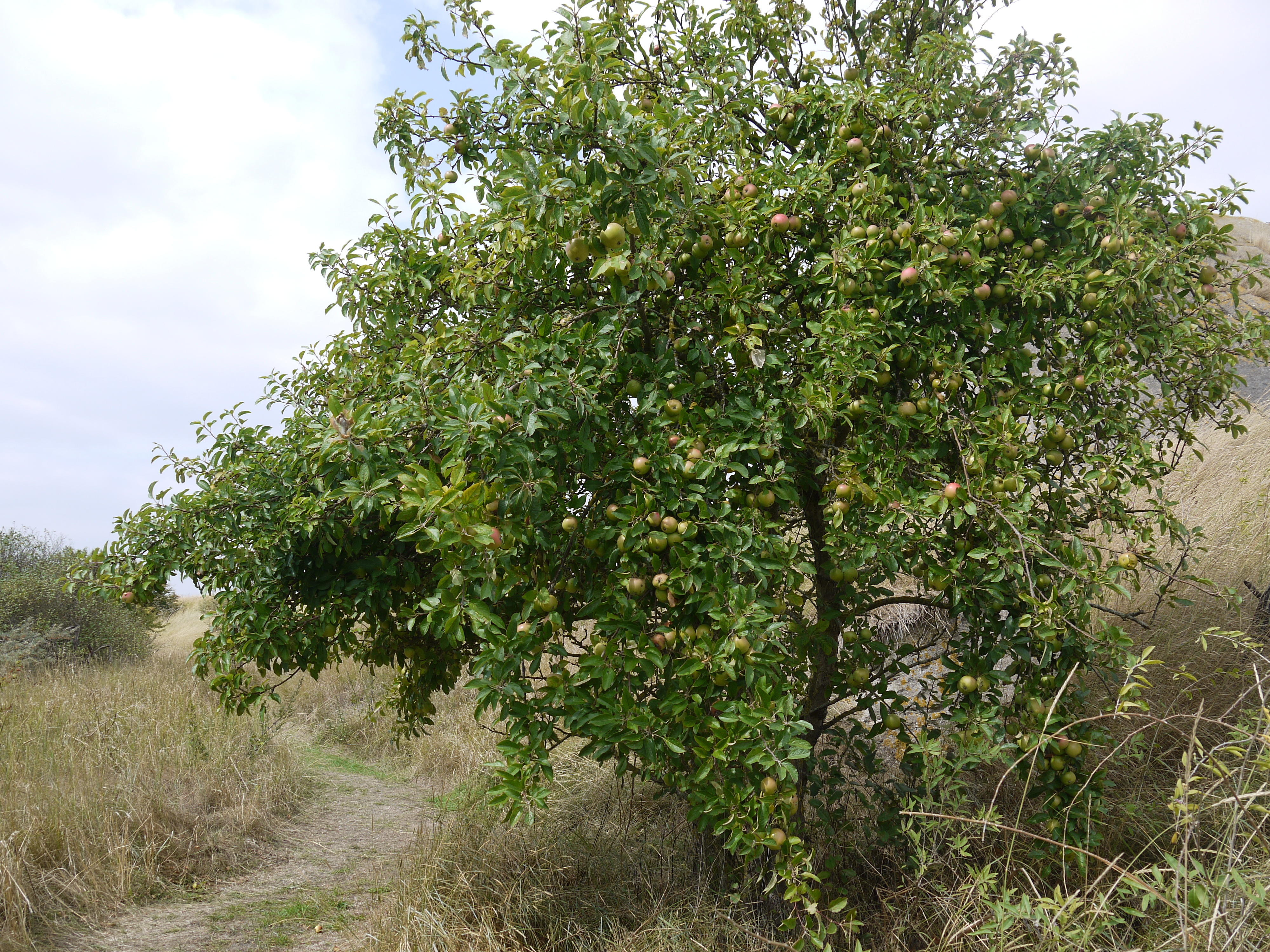
Apfelbaum auf Mellum

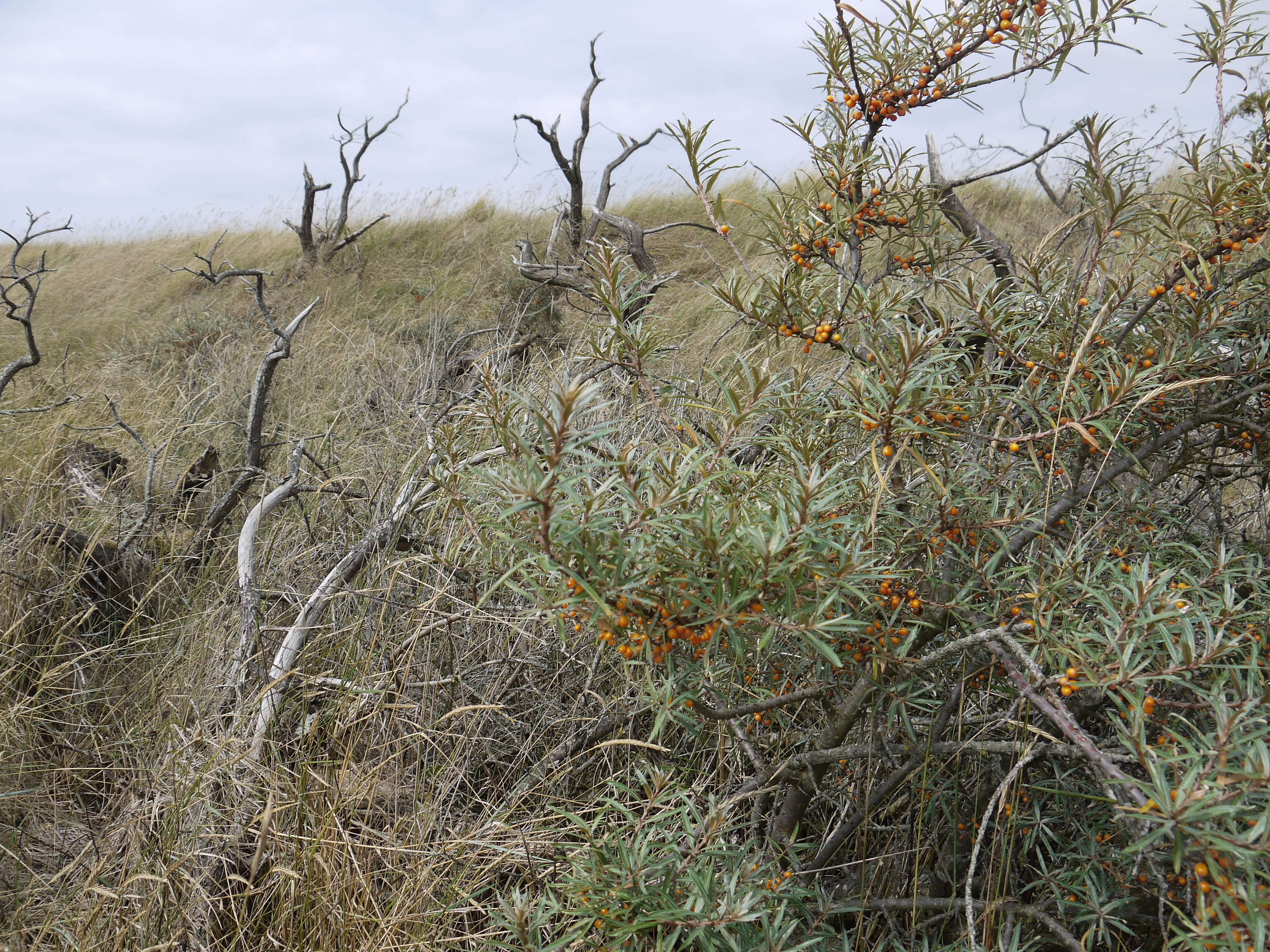
Verbrannte Vegetation auf Mellum

Auf Mellum brach am 17. Juni 2009 aus unbekanntem Grund ein Flächenbrand aus. Weil es auf der Insel kein Löschwasser gibt, konnte das Feuer nur mit Feuerpatschen der Freiwilligen Feuerwehren und Wasser aus Löschhubschraubern bekämpft und erst drei Tage später endgültig gelöscht werden. Zehn Hektar verbrannten, darunter die Brutgebiete einer Silbermöwen- und einer Austernfischerkolonie. Laut Naturschutzbund Deutschland verendeten bei dem Brand rund 2.000 Jungvögel.

## Flora und Fauna

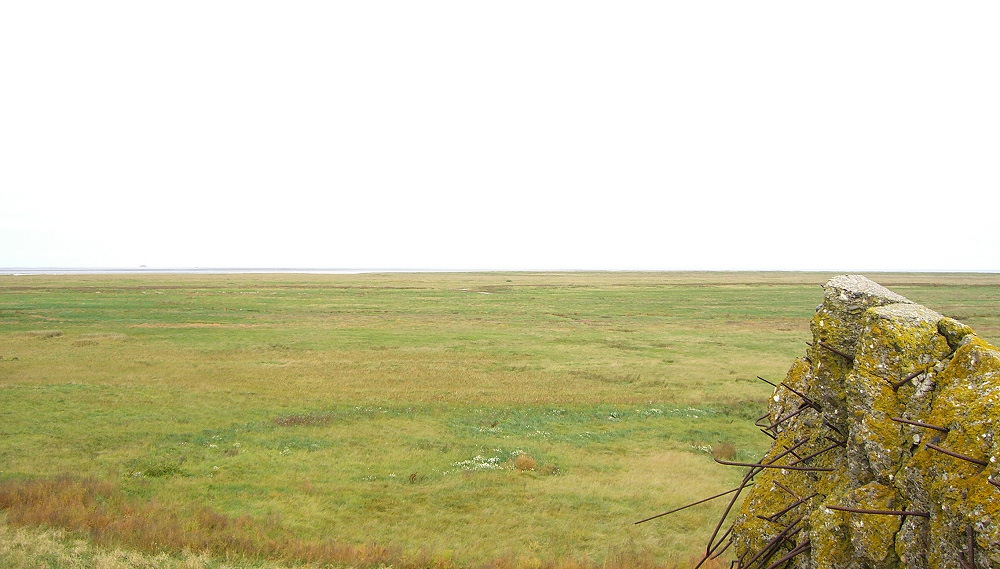
Landschaft auf der Insel, rechts Bunkerrest

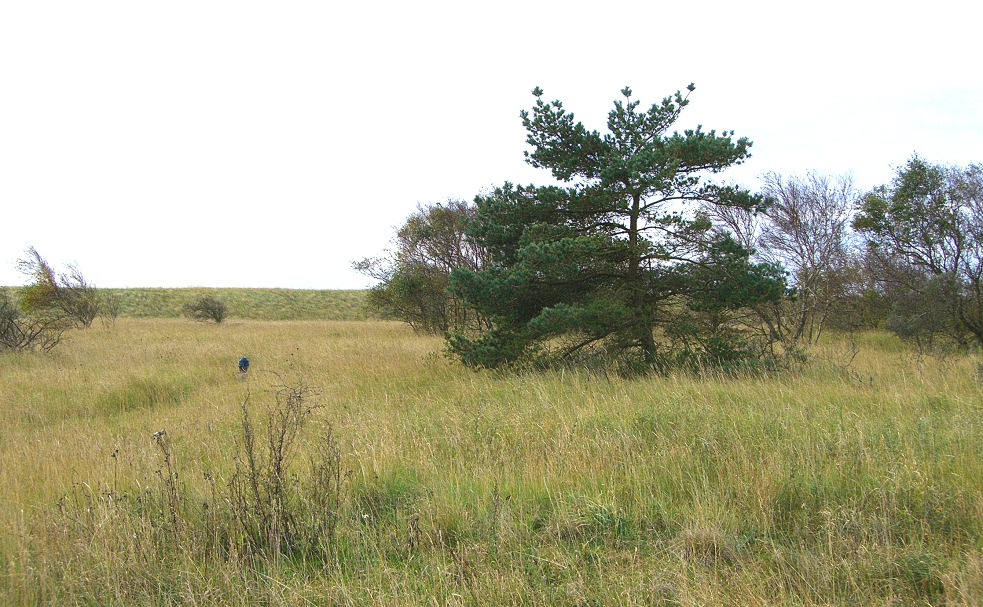
Vegetation innerhalb des Ringdeichs mit Nadelbaum

### Vegetation
Die Vegetationsentwicklung ging kontinuierlich vonstatten. Wurden im Jahr 1906 lediglich 27 Pflanzenarten festgestellt, so sind es heute über 200 Arten, wobei allerdings ein beträchtlicher Teil durch menschliches Zutun während des Zweiten Weltkriegs auf die Insel gelangt ist.
Im Jahr 1946 wurden neben typischen Gartenunkräutern noch Küchenzwiebel, Petersilie, Saubohne, Erbse und Rotkohl auf der Insel dokumentiert. Bis auf den heutigen Tag haben sich beispielsweise der Schnittlauch und die Schwarzwurzel im östlichen Teil der eingedeichten Fläche erhalten, und auch die Osterglocken zur Frühjahrszeit zeugen immer noch von den Eingriffen des Menschen im Zweiten Weltkrieg.
Heute sind neben Dünengräsern, Strand-Astern und Quellern folgende größere Pflanzen (vornehmlich im „Eingedeichten“) zu finden:
- Weißdorne
- Weiden (nahe dem Teich und dem Stationshaus, mit etwa 10 m das höchste Gewächs auf der Insel)
- Holunder
- Sanddorn
- Apfelbäume (eine Handvoll, eher als Büsche ausgeprägt, aber Früchte tragend)
- eine große Kiefer

Der Teich neben dem Stationshaus war ursprünglich der Löschwasserteich der Flak-Batterie im Zweiten Weltkrieg und ist heute ein Biotop mit Vogelbeobachtungshäuschen.
Im August 2002 wurden mykologische Studien auf Mellum durchgeführt. Dabei wurden 38 verschiedene Pilzarten auf der Insel nachgewiesen. Fünf Arten sind in der Roten Liste Niedersachsen als „gefährdet“ eingestuft, eine gilt als „stark gefährdet“ und wird auch deutschlandweit als „gefährdet“ geführt. Eine Pilzart wurde erstmals für Niedersachsen nachgewiesen.

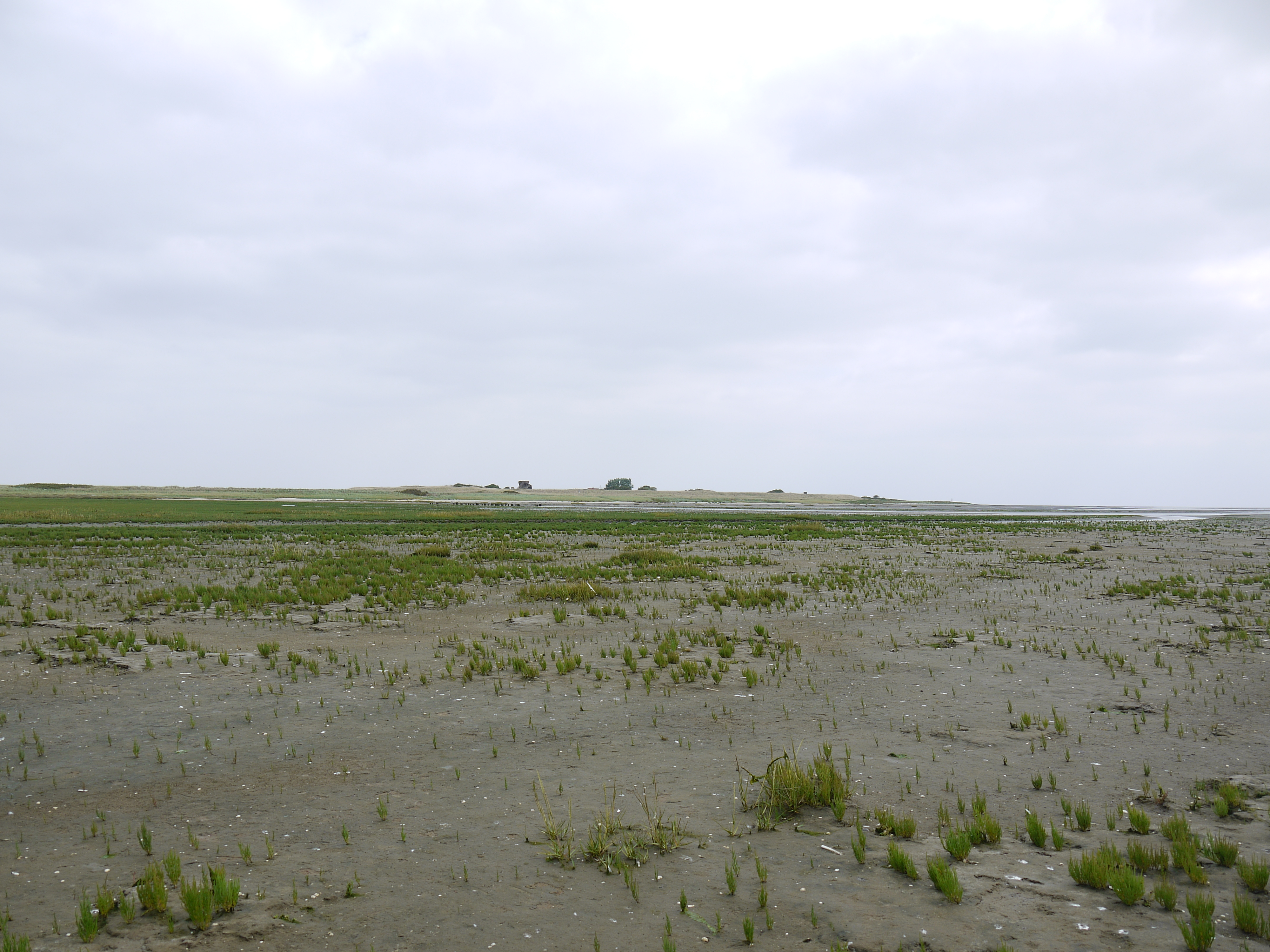
Ringdeich von außen

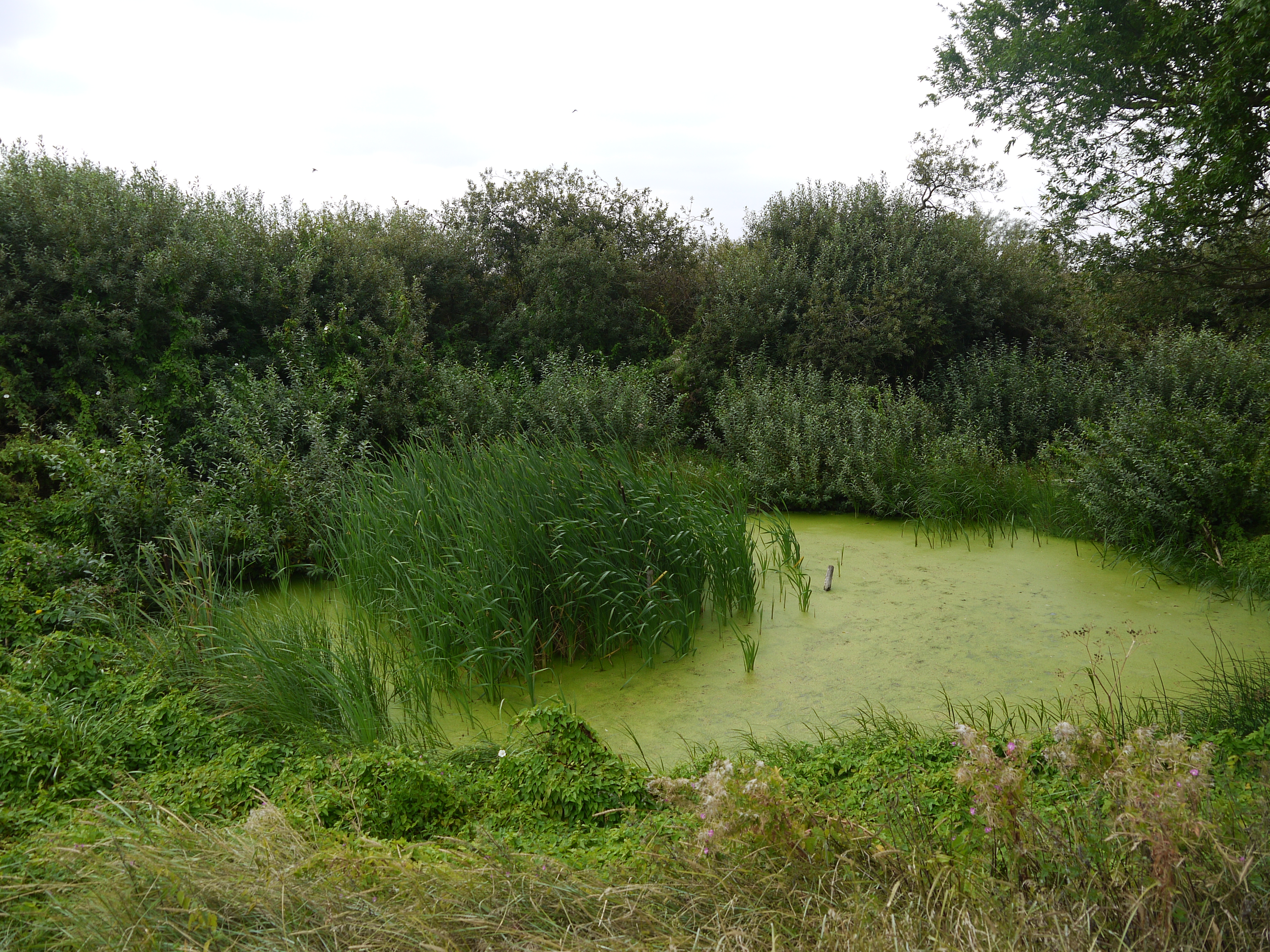
Löschwasserteich

### Vögel
Anfangs war Mellum eine Insel der Seeschwalben. In den 1920er Jahren brütete dort eine Population von rund 7000 Tieren. Mit der Veränderung der Vegetation änderte sich in den 1930er Jahren die Zusammensetzung der Brutvogelarten. Der Bestand der brütenden Silbermöwen nahm beständig zu, der der Seeschwalben nahm ab.
Die wesentlichen Ursachen für die Veränderungen im Artenspektrum dürften Biotopveränderungen (Zunahme hoher und dichter Vegetation), Nistplatzkonkurrenz, Brutverluste der Seeschwalben durch Hochwasser und Raub der Eier und Küken durch Möwen gewesen sein. Der Ausbreitung der Silbermöwe und dem Rückgang der Seeschwalben widmete man jahrzehntelang besonders viel Aufmerksamkeit.
Als Maßnahme der Bestandslenkung der Silbermöwe wurden Brutvögel getötet. Ihren Höhepunkt erreichte die Silbermöwenbekämpfung im Jahre 1939, als rund 12.000 Eier abgesammelt und 4500 Jung- und 150 Altvögel abgeschossen wurden.
Mellum ist heute eine Insel der Möwen. Wurde vor wenigen Jahren der Höhepunkt mit etwa 13.000 Brutpaaren überschritten, so brüten auf Mellum zurzeit etwa 7000 Paare Silber- und Heringsmöwen. Zudem ist der Austernfischer mit rund 400 Brutpaaren vertreten.
Heute brüten auf Mellum über 30 Vogelarten. 1991 kam als neuer Brutvogel der Kormoran hinzu, 1996 der Löffler, 1997 die Mantelmöwe und 1998 die Schwarzkopfmöwe. Auch seltenere Arten wie Kornweihe, Zwergseeschwalbe und Merlin-Falke kommen vor.
Im Herbst und Frühjahr suchen weitere Arten von Wat- und Wasservögeln die Insel und die sie umgebenden Sandplaten und Wattflächen auf. Hier können sie ungestört rasten und fressen ‒ entscheidende Voraussetzungen, um das nötige Fettpolster für den Weiterflug ins Winterquartier oder ins Brutgebiet anlegen zu können.

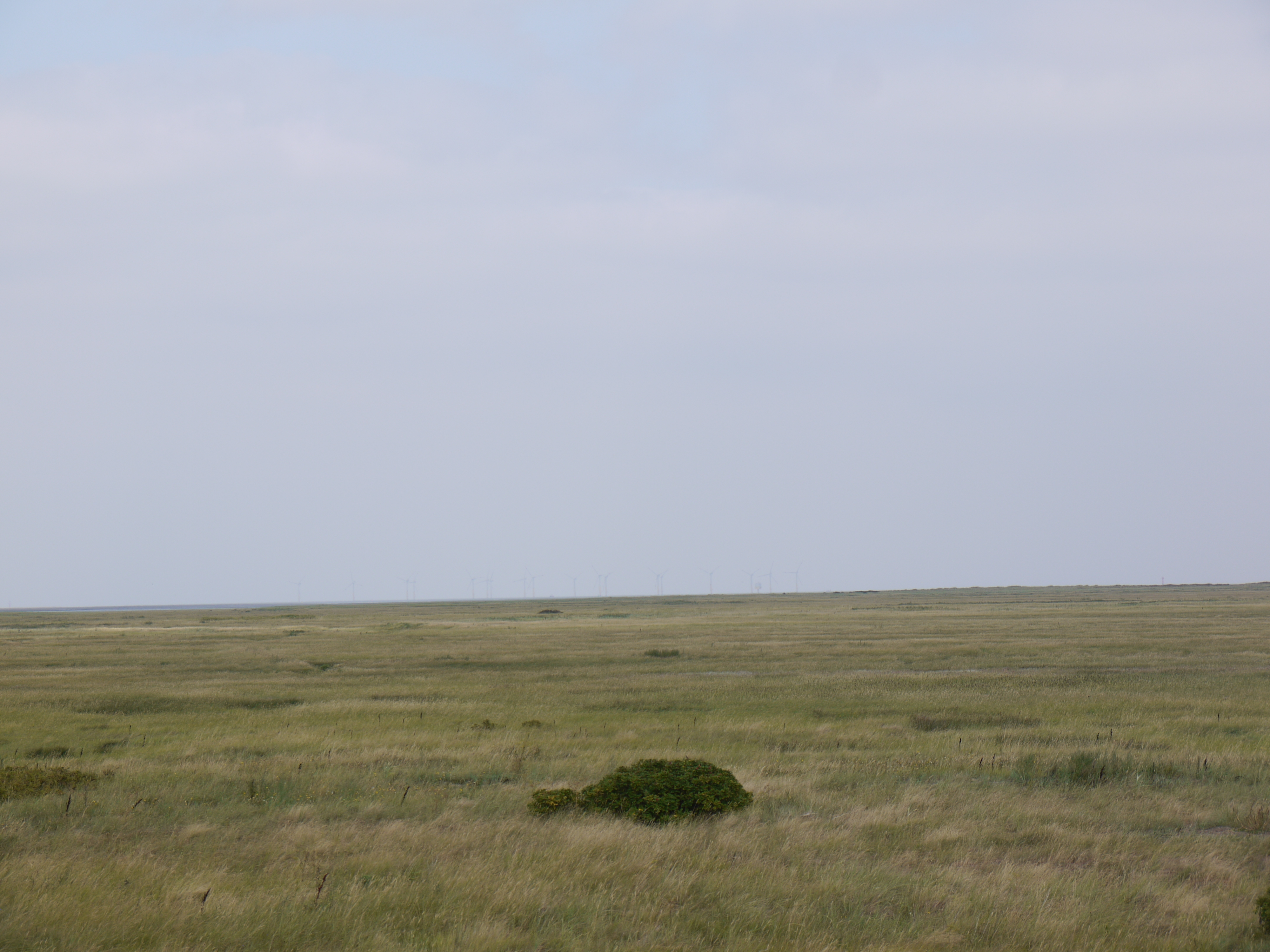
Offshore-Windpark im Hintergrund

### Säugetiere

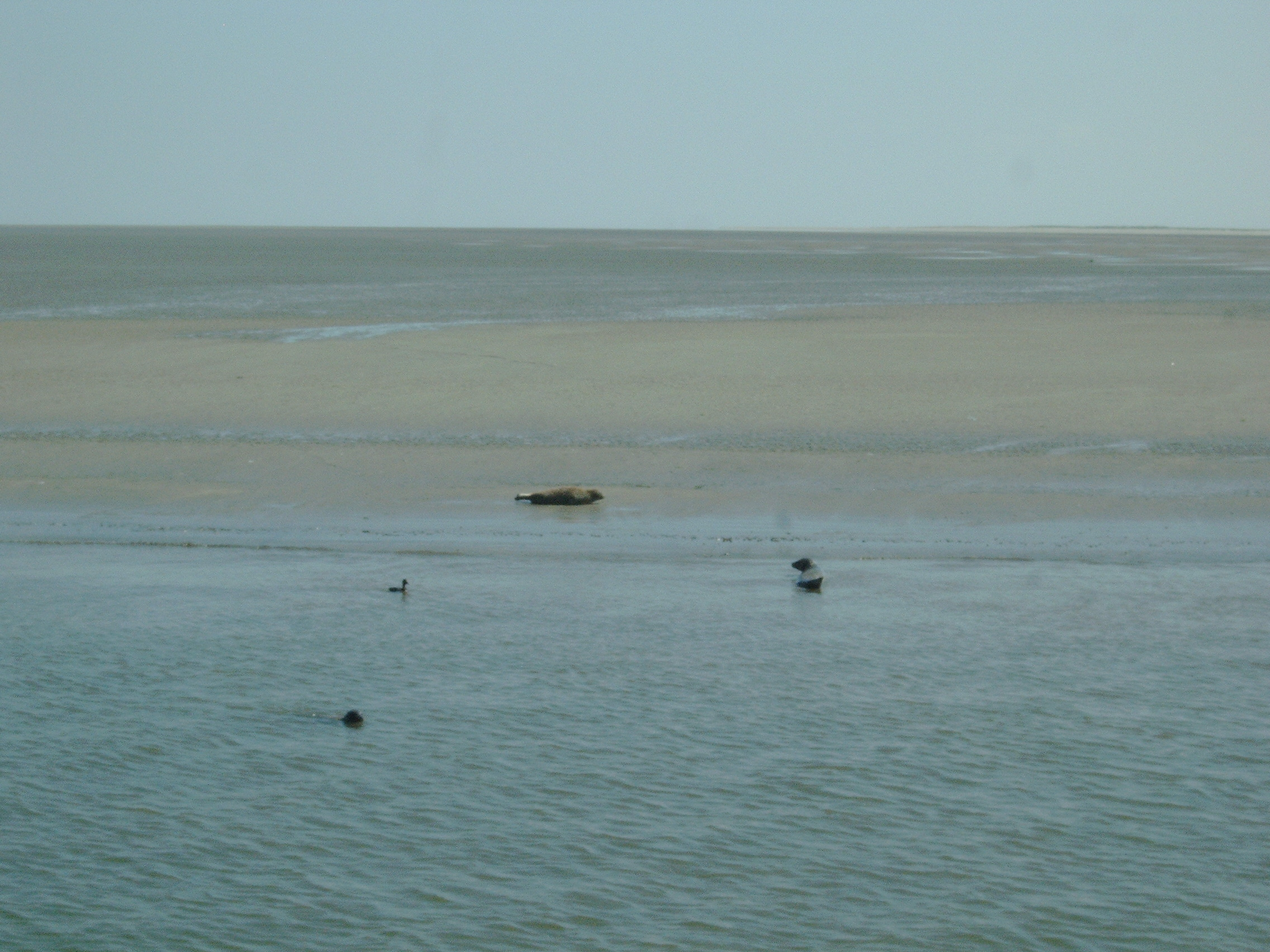
Seehund und Kegelrobben auf Mellum

Neben Seehunden, Kegelrobben und Menschen sind Waldmäuse die einzigen Säugetiere auf Mellum. Sie wurden während des Zweiten Weltkriegs mit Pflanzmaterial eingeschleppt, das zur Errichtung des Ringdeichs benötigt wurde.
Mellum und das südlich angrenzende Hohe-Weg-Watt mit seinen zahlreichen Sandbänken ist einer der wichtigsten Seehund-Lebensräume im Nationalpark.

## Naturschutz

### Schutzstatus
Die gesamte Insel und die sie umgebenden Platen, Sände und Wattflächen, gehören zur Schutzzone I (Ruhezone) im Nationalpark Niedersächsisches Wattenmeer und dürfen daher nur mit einer Ausnahmegenehmigung betreten werden.
Mellum kann darüber hinaus im Rahmen einer Exkursion betreten werden. Die Exkursionen des Mellumrats finden außerhalb der Brutzeit von August bis Oktober statt.
Im Jahre 1909 erfolgte die erste Anordnung des Oldenburgischen Ministeriums des Inneren zum Schutz der Seevögel auf Mellum. 1938 wurde das Naturschutzgebiet „Vogelfreistätte Insel Mellum“ mit einer Größe von 25 ha ausgewiesen. 1953 wurde die Schutzfläche auf 3.500 ha erweitert. 1983 fand eine Neuausweisung von 6.500 ha unter dem Namen „Naturschutzgebiet Mellum“ statt. Mit der Gründung des Nationalparks Niedersächsisches Wattenmeer im Jahr 1986 wurde das Naturschutzgebiet mit dem unmittelbar südlich angrenzenden Naturschutzgebiet „Hohe-Weg-Watt“ in den Nationalpark integriert.

### Mellumrat
Am 28. Februar 1925 wurde unter Vorsitz von Heinrich Schütte der „Verwaltungsrat für das Naturschutzgebiet Alte Mellum“ – kurz „Mellumrat“ genannt – gegründet.
Gründungsmitglieder waren folgende Organisationen:
- die Landesgruppe Oldenburg des Bundes für Vogelschutz
- der Heimat-, Natur- und Vogelschutzverein Wilhelmshaven
- die Gesellschaft zum Schutz der heimischen Vögel in Bremen
- der Reichsbund Vogelschutz
- die Vogelwarte Helgoland

Der Mellumrat e. V. betreut die Insel seit dem Jahre 1925 und sorgt für eine kontinuierliche Naturschutzarbeit. Auf Mellum, Wangerooge, Minsener Oog und in weiteren Schutzgebieten in Niedersachsen unterhält der Verein Stationen. Sie sind Ausgangspunkt für Betreuungs-, Forschungs- und Öffentlichkeitsarbeit des ehrenamtlich tätigen Naturschutzverbandes.

### Naturschutzwarte

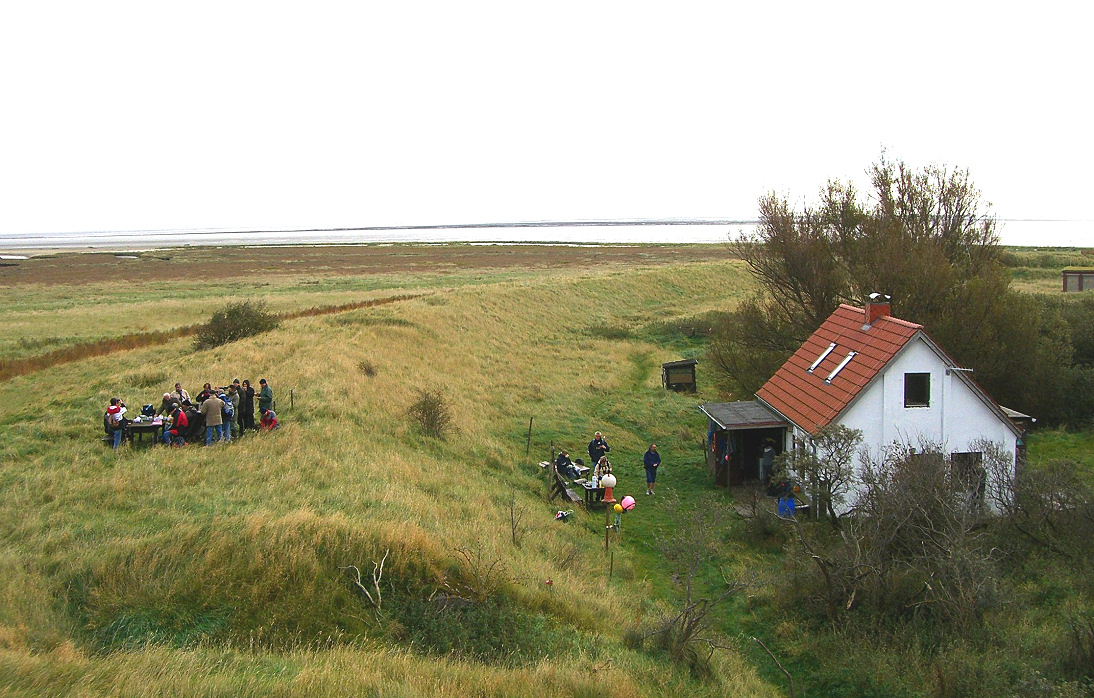
Blick vom Vogelausguck zur Naturschutzstation am Ringdeich

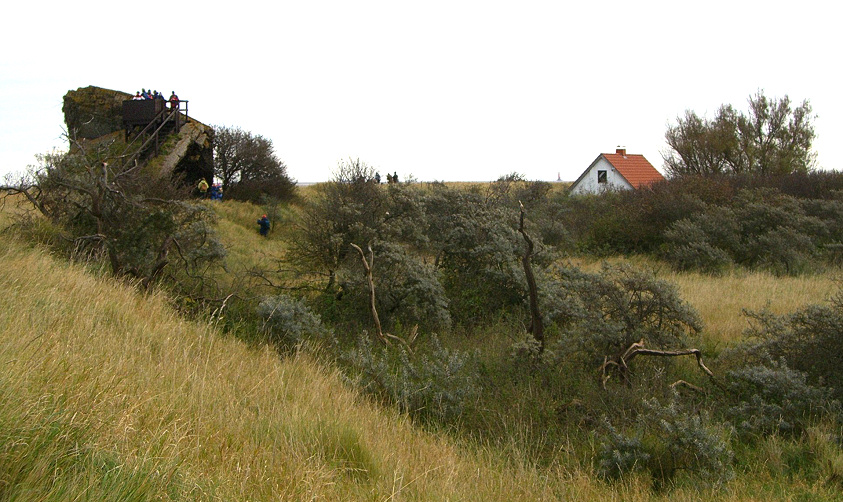
Vogelausguck auf gesprengtem Bunkerrest auf dem Ringdeich

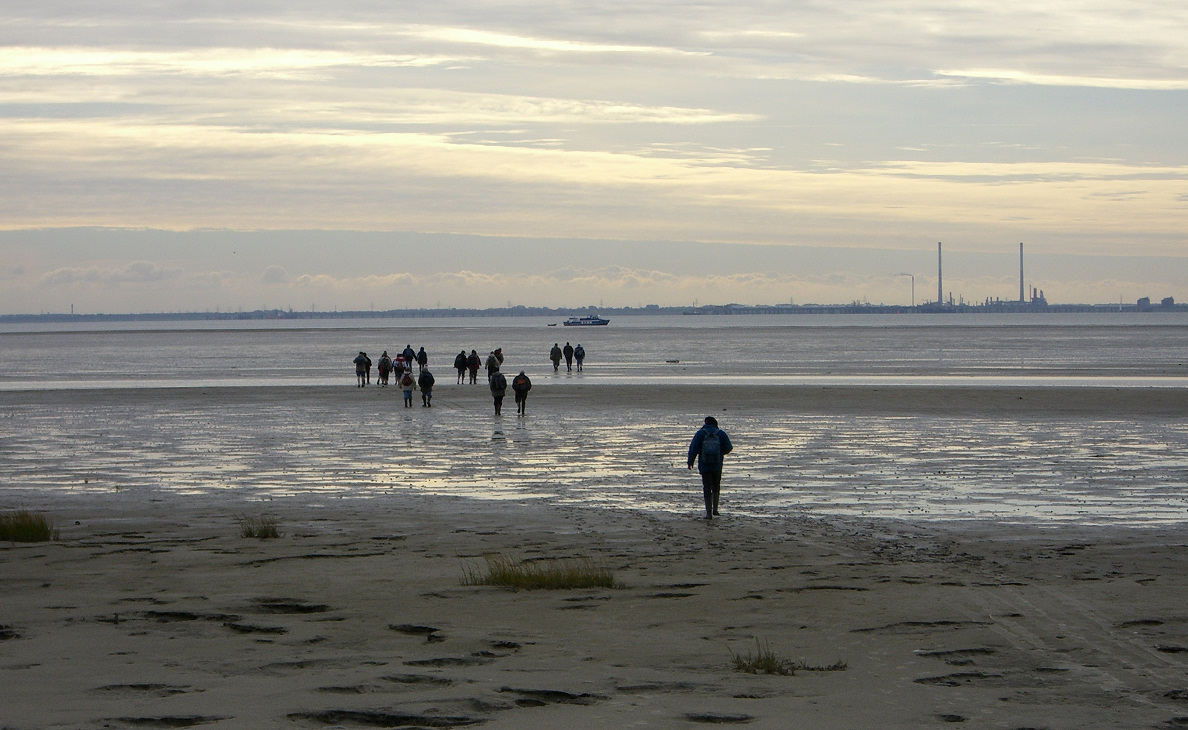
Abfahrt einer Exkursionsgruppe von der Insel, im Hintergrund Industrieanlagen von Wilhelmshaven

Unterkunft des Vogelwarts war in den ersten Jahrzehnten die Wohnbake von 1907 im Norden der Insel, später die 1922 errichtete Spitzbake etwa 600 Meter südwestlich des Grünlandes im Sandwatt. Die Bake war 22 Meter hoch und stand bei mittlerem Hochwasser ungefähr zwei Meter im Wasser. Das Betreten war nur über eine neun Meter lange Leiter möglich und alle Lasten, wie Verpflegung, Kohle und Wasser mussten mit einem Flaschenzug nach oben gehievt werden. Die Bake hatte einen kombinierten Wohn-/Schlaf- und Kochraum für zwei Vogelwarte und einen Raum als Notlager.
1933 wird erstmals ein fester Unterstand auf Mellum erwähnt, der den Vogelwarten vor allem als Schutz bei Schießübungen diente. Nach dem Zweiten Weltkrieg lebten die Vogelwarte in Notunterkünften. Im Jahr 1950 ließ der Mellumrat auf dem Fundament des ehemaligen Flakgebäudes ein Backsteingebäude als feste Station errichten. Das Stationsgebäude mit sieben Zimmern für bis zu 10 Personen und zwei Schuppen bietet den Naturschutzwarten sowie Gastforschern Wohn- und Arbeitsmöglichkeit. Im Jahr 1972 erfolgte der Anschluss an das Stromnetz. Eine Telefonleitung bestand bis 2009. 2022 erhielt das Stationshaus einen Anbau mit Küche und Aufenthaltsraum. Wegen eines längeren Stromausfalls infolge von Unterwasserkabelschäden wurde 2023 eine Photovoltaikanlage installiert. Die Naturschutzwarte halten sich in der Regel von März bis Oktober auf Mellum auf.

### Müll
Jährlich werden mehrere Tonnen Müll auf der Insel vorgefunden. Da sie unbewohnt ist, kommt ihr eine Indikatorfunktion für die Zivilisation zu. Gemäß Stichproben sind etwa drei Viertel des Mülls Kunststoffe, die auf Plastikmüll in den Ozeanen zurückgeführt werden.